# Scheich Fadl
Koordinaten: 28° 30′ N, 30° 51′ O
Scheich Fadl (arabisch الشيخ فضل, DMG aš-Šaiḫ Faḍl) ist ein Dorf in Mittelägypten (Ägypten) im Gouvernement al-Minya auf der Ostuferseite des Nils gegenüber Bani Mazar.

## Der Friedhof
4 km östlich und nordöstlich des Dorfes liegt ein ptolemäerzeitlicher, aus Felsgräbern bestehender Friedhof. Dieser gehörte auch zur antiken Stadt Kynopolis, der Hauptstadt des 17. oberägyptischen Gaues und dem Kultort des hundeköpfigen Gottes Anubis, deren genauer Standort bisher unbekannt ist.
Ein Großteil der Gräber wurde geplündert. Funde aus einigen Gräbern, die von der ägyptischen Altertümerverwaltung ausgegraben wurden, befinden sich heute im Altertümermuseum in Mallawi. Im Norden des Friedhofes befinden sich unterirdische Galerien, in denen Hundemumien beigesetzt wurden. Die bisher wenig erforschten Tiergalerien sind heute in einem schlechten baulichen Zustand.
W. M. Flinders Petrie entdeckte ein Grab im Friedhof, dessen Wände mit mehreren Kolumnen in aramäischer Schrift versehen waren. Der schwer entzifferbare, in das 5. Jahrhundert v. Chr. zu datierende Text bildet eine zusammenhängende Erzählung. Die Erzählung selbst spielt zur Zeit des Neuassyrischen Reiches und nennt u. a. einen gewissen Inaros, der auch aus demotischen Erzählungen bekannt ist. Deshalb handelt es sich wohl um die aramäische Übersetzung ägyptischen Erzählgutes.